# Amplificador de energía
El esquema del Amplificador de Energía propuesto por Carlo Rubbia y colaboradores en 1993 está constituido por un acelerador de protones o iones de alta eficiencia (>=40%), que permite la producción de neutrones (por espalación) en combinación con una unidad de producción de energía (compuesta de combustible nuclear y moderador), en donde los neutrones se van a multiplicar debido a las fisiones, a su vez produciendo energía (del orden de 200 MeV por cada fisión). Esta unidad incluye un sistema de extracción de calor que a la vez se acopla con un sistema de producción de energía eléctrica. Los parámetros del sistema se eligen de tal manera que la energía generada exceda significativamente a la necesaria para el funcionamiento del acelerador. Utilizando una elevada corriente de iones o protones y un medio altamente multiplicativo, este efecto amplificador puede aprovecharse para dar lugar a una importante producción energética, que por
medios convencionales puede transformarse en electricidad.